# أندي بين
أندي بين (بالإنجليزية: Andy Bean)‏ هو ممثل أمريكي، ولد في 7 أكتوبر 1984 بشيكاغو في الولايات المتحدة.

## أعمال

### أفلام
- (2019) الفصل الثاني

## وصلات خارجية
- أندي بين على موقع IMDb (الإنجليزية)
- أندي بين على موقع روتن توميتوز (الإنجليزية)
- أندي بين على موقع قاعدة بيانات الفيلم (الإنجليزية)